# Diócesis de Carcasona y Narbona
La diócesis de Carcasona y Narbona (en latín: Dioecesis Carcassonensis et Narbonensis y en francés: Diocèse de Carcassonne et Narbonne) es una circunscripción eclesiástica de la Iglesia católica en Francia. Se trata de una diócesis latina, sufragánea de la arquidiócesis de Montpellier. Desde el 31 de marzo de 2023 su obispo es Bruno Valentin.

## Territorio y organización

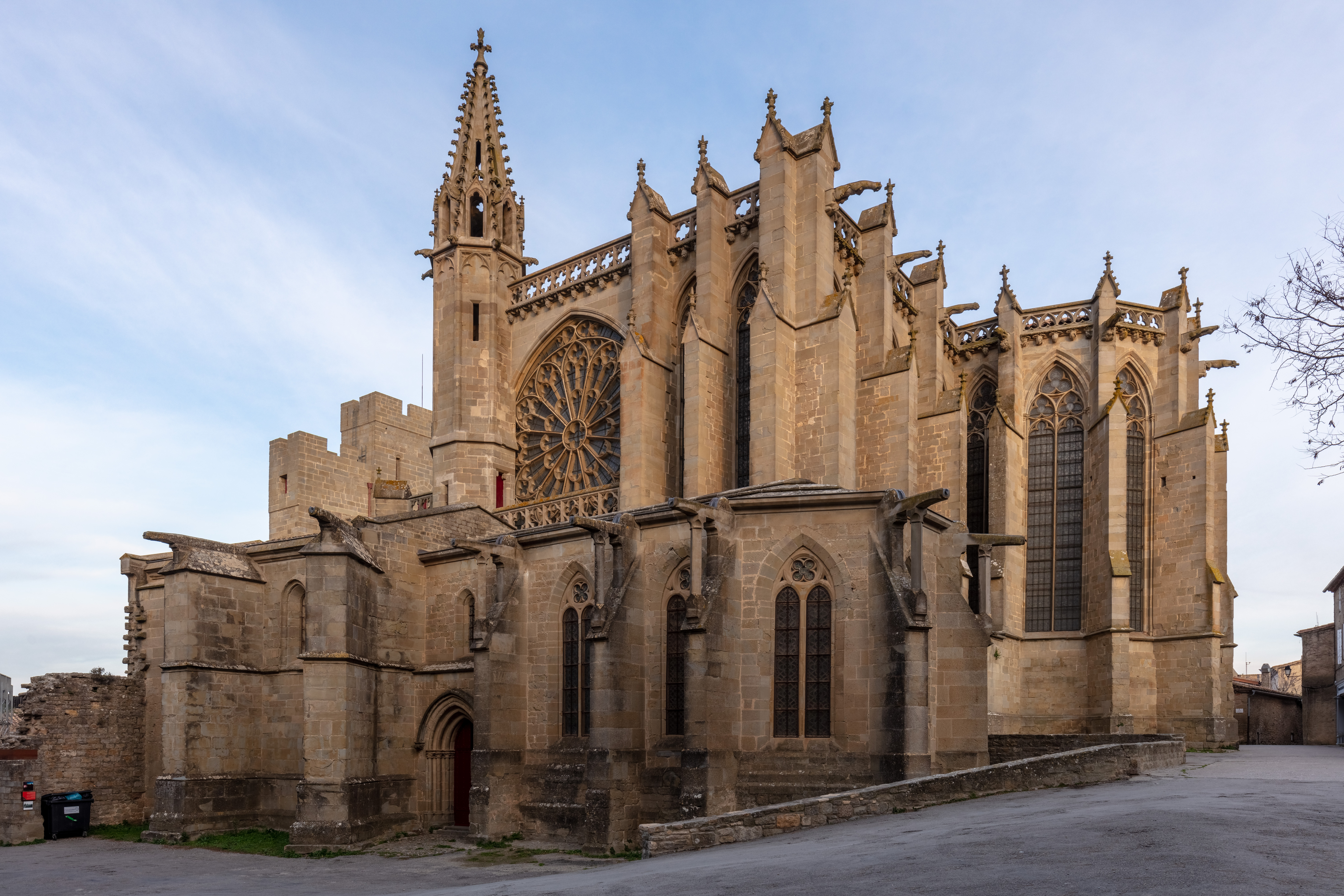
Excatedral basílica de los Santos Nazario y Celso, en Carcasona

La diócesis tiene 6139 km² y extiende su jurisdicción sobre los fieles católicos de rito latino residentes en parte de la región de Occitania, comprendiendo el departamento de Aude y el cantón de Quérigut en el departamento de Ariège.

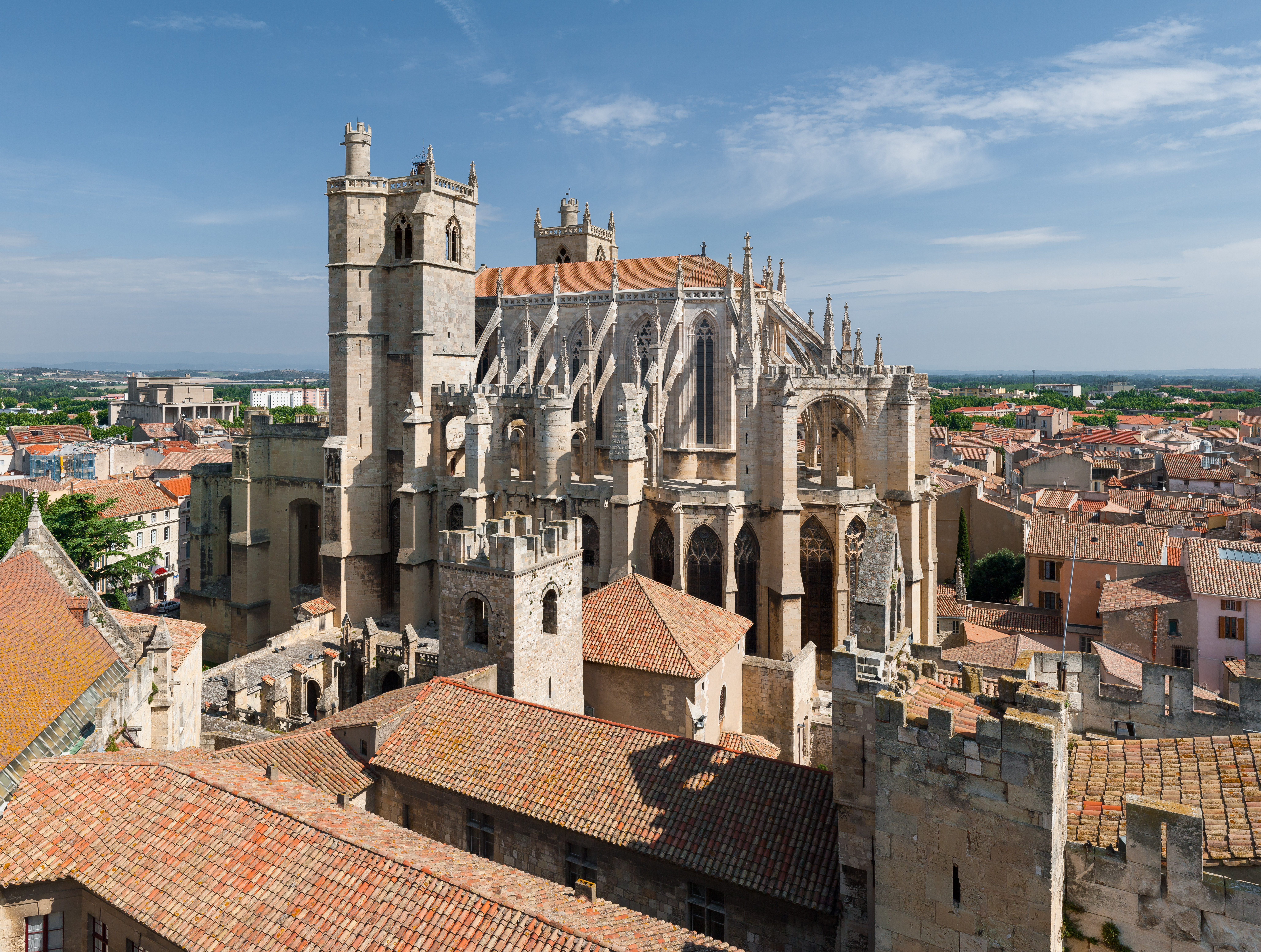
Excatedral de los Santos Justo y Pastor, en Narbona

La sede de la diócesis se encuentra en la ciudad de Carcasona, en donde se halla la Catedral de San Miguel. En el territorio diocesano se encuentran 2 basílicas menores: Notre-Dame de Marceille, en Limoux, y San Pablo, en Narbona. Existen además 5 antiguas iglesias catedralicias:
- Basílica de los Santos Nazario y Celso, en Carcasona, fue catedral hasta 1803 y es basílica menor desde 1898;
- Santos Justo y Pastor, en Narbona (de la exarquidiócesis de Narbona);
- Santos Pedro y Pablo, en Saint-Papoul (de la exdiócesis de Saint-Papoul);
- San Martín, en Limoux (de la exdiócesis de Limoux);
- Nuestra Señora (parcialmente en ruinas desde 1573), en Alet-les-Bains (de la exdiócesis de Alet);

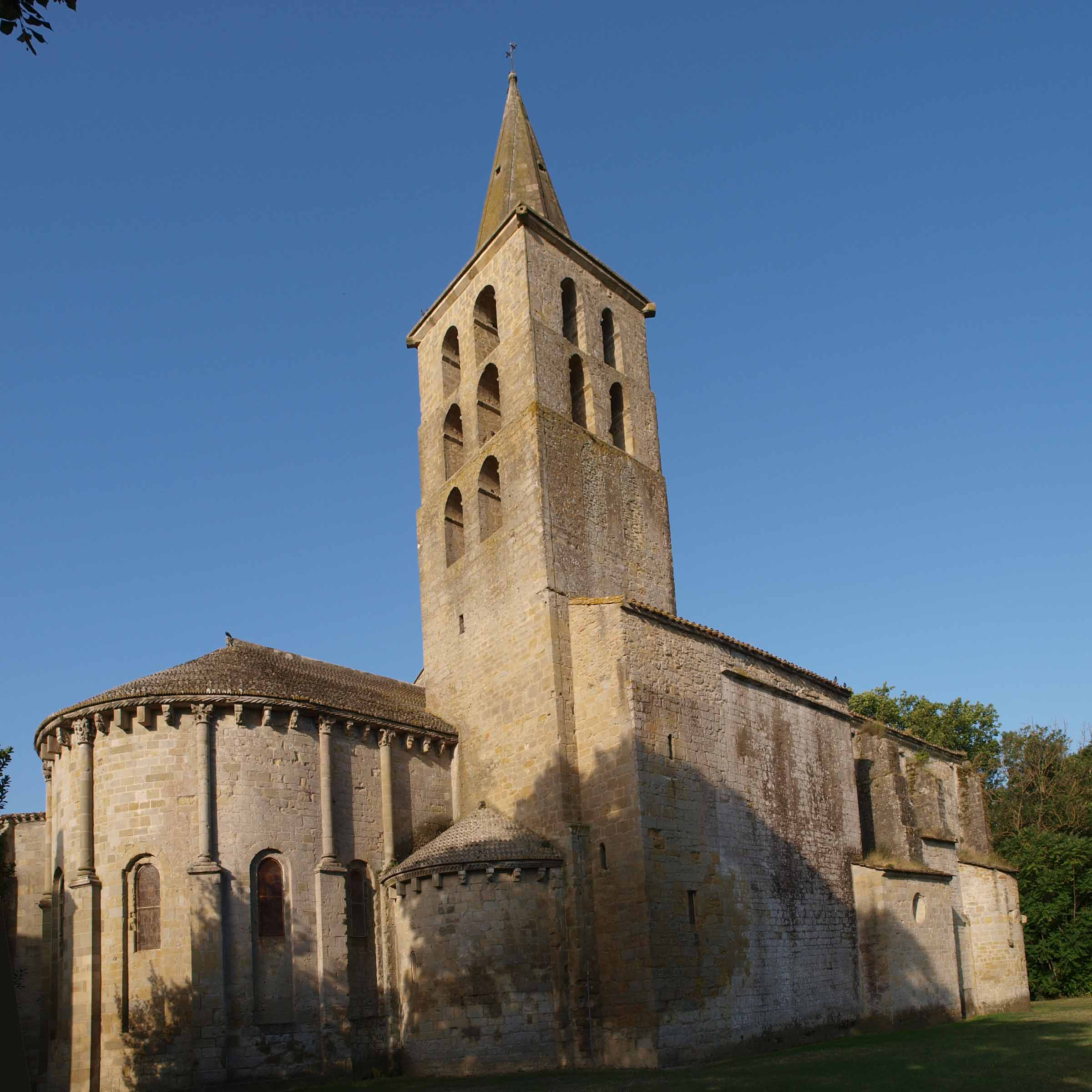
Excatedral y abadía de los Santos Pedro y Pablo, en Saint-Papoul

En 2021 en la diócesis existían 325 parroquias.

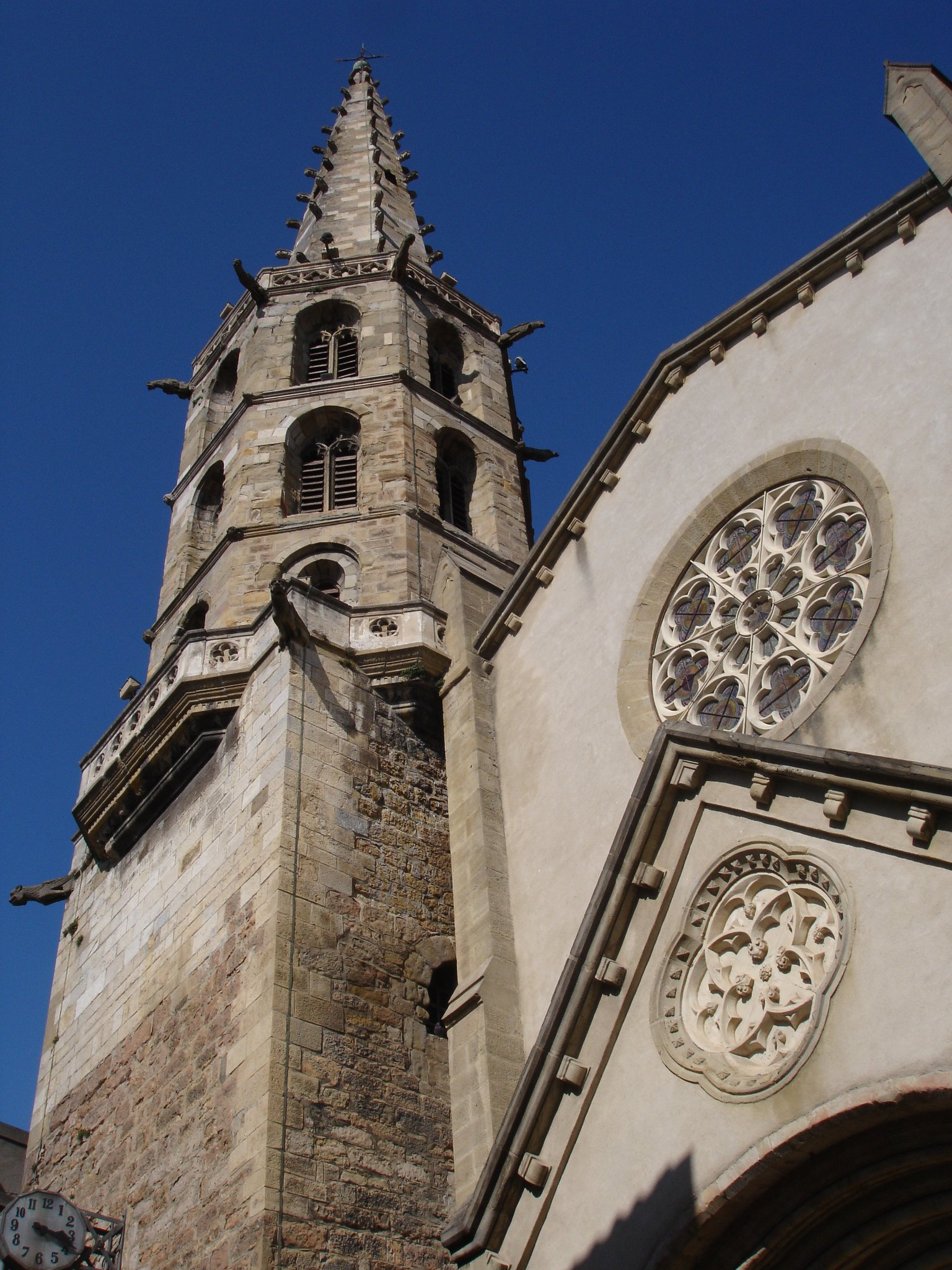
Excatedral San Martín, en Limoux

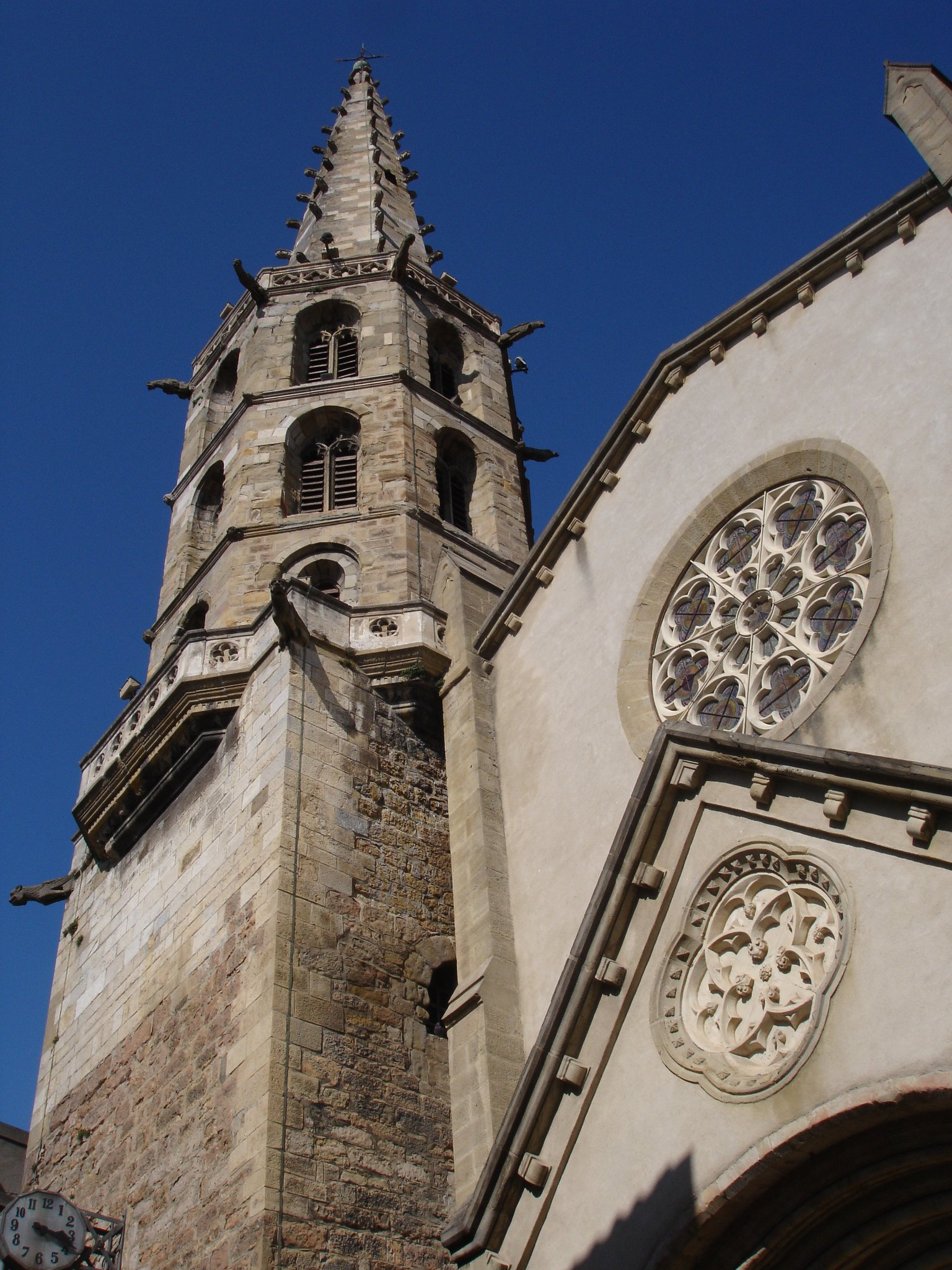
Ruinas de la excatedral de Nuestra Señora, en Alet-les-Bains

## Historia

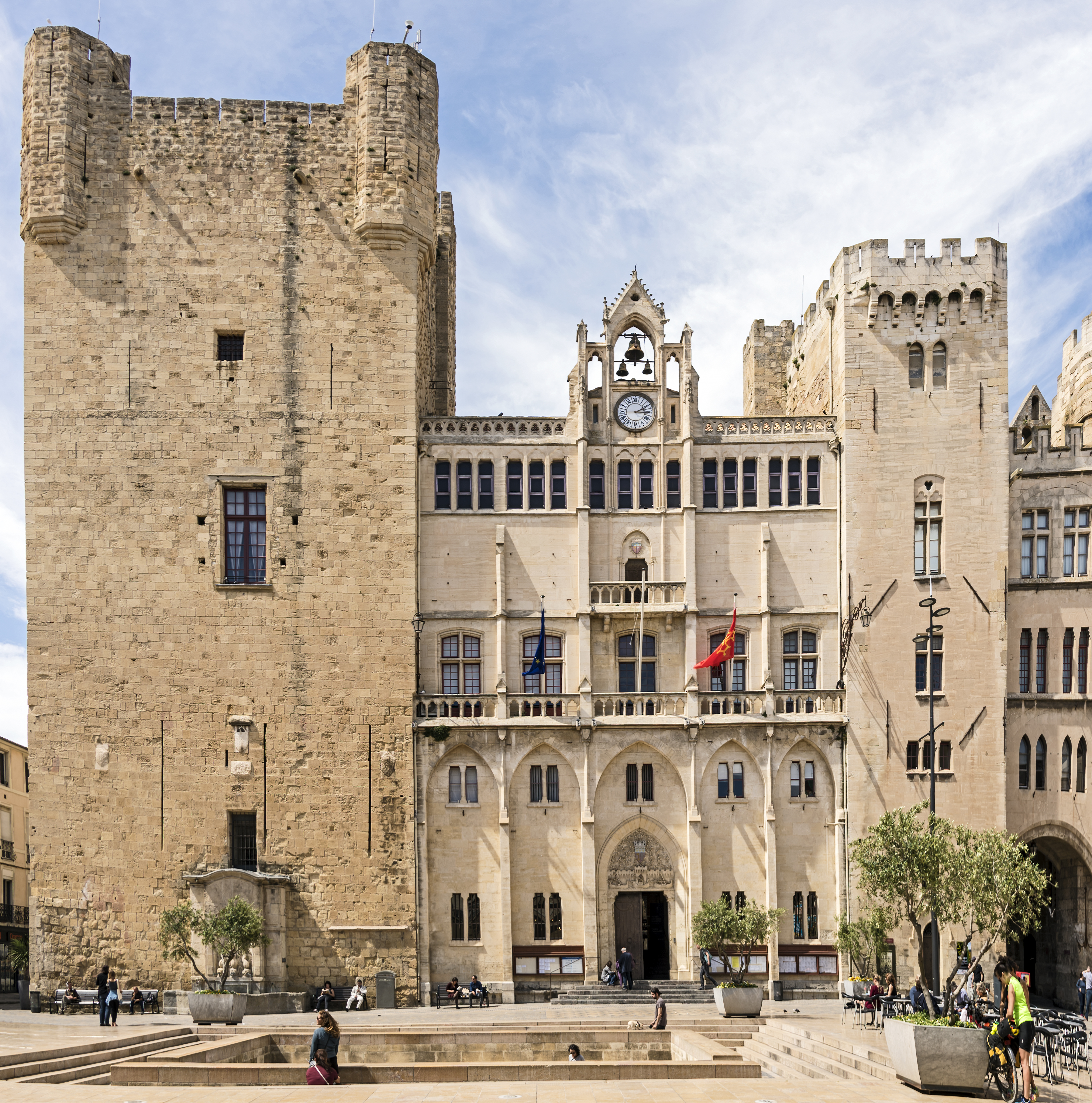
Palacio de los arzobispos de Narbona

Mapa de la arquidiócesis de Narbona en el

### Narbona
Según una antigua tradición, ya atestiguada en tiempos de Gregorio de Tours (finales del siglo VI), la Iglesia de Narbona fue fundada hacia mediados del siglo III por san Pablo de Narbona, evangelizador de la región. Sólo más tarde, alrededor del siglo IX, fue calificado como discípulo de los apóstoles e identificado con el procónsul Sergio Paulo mencionado en los Hechos de los Apóstoles (13,6-12).
El primer obispo históricamente documentado fue Hilario, mencionado en algunas cartas pontificias entre 417 y 422. Una gran figura de obispo de los primeros siglos fue san Rústico, antiguo monje de la abadía de Lérins, que gobernó la Iglesia de Narbona durante más de treinta años ante la invasión de los visigodos de Teodorico I (436) que ocuparon toda la región con el largo asedio de Narbona (que resistió hasta 462); intentó consolidar y fortalecer el catolicismo frente a la invasión arriana visigoda. Se encargó de la reconstrucción de la catedral, destruida por un incendio en el año 441, en la que fue enterrado. En el siglo VI la arquidiócesis cedió partes de territorio para la erección de las diócesis de Elna y Carcasona.
Narbona fue la sede metropolitana de la Galia Narbonense I y se atestigua una provincia eclesiástica desde el siglo VI. Sin embargo, debido a los acontecimientos políticos y militares que involucraron al Languedoc con la caída del Imperio romano, sólo en teoría la provincia eclesiástica coincidió con Narbonense I. Cuando los francos arrebataron Septimania a los árabes (759), la metrópolis original, formada por las sedes de Elna, Carcasona, Béziers, DLodève, Agda, Maguelone, Nimes, Toulouse y Uzès. Tras las conquistas de Carlomagno y Ludovico Pío, algunas diócesis españolas entraron en la provincia eclesiástica de Narbona, que alcanzó así su auge con la incorporación de las diócesis de Urgel, Gerona, Barcelona y Vic. El papa Urbano II concedió a los arzobispos de Narbona la primacía sobre la provincia eclesiástica de Tarragona, pero los sometió a los arzobispos de Toledo.
El papa Pascual II concedió en cambio a los arzobispos de Narbona la primacía sobre la provincia eclesiástica de Aix, con el título de primado de la Galia de Narbonense.
Esta situación se prolongó hasta la primera mitad del siglo XII, cuando la provincia eclesiástica volvió a su situación anterior.
La catedral carolingia, dedicada a dos santos de origen español, Justo y Pastor, fue reconstruida por el obispo san Teodardo en la segunda mitad del siglo IX y completamente reconstruida a partir del siglo XIII.
Dos arzobispos de Narbona fueron elevados al papado: Guy Foulcois, que se convirtió en el papa Clemente IV; y Giulio de' Medici, quien se convirtió en el papa Clemente VII.
Entre los siglos XVII y XIV la provincia eclesiástica sufrió importantes cambios. En 1295 se erigió la diócesis de Pamiers, que fue sufragánea de Narbona hasta 1317. En este año se erigió la diócesis de Limoux, con territorio obtenido de la de Narbona, pero duró muy poco y ya fue suprimida en febrero de 1318. También en 1317, para combatir mejor la herejía cátara, Toulouse fue elevada al rango de arquidiócesis metropolitana y se erigieron en su territorio 6 diócesis sufragáneas. Para compensar la pérdida de Toulouse y Pamiers, en 1318 Narbona cedió partes de territorio para la erección de las diócesis de Alet y de Saint-Pons-de-Thomières, que se convirtieron en sus sufragáneas. Finalmente, en 1694 la nueva diócesis de Alès entró también en la provincia eclesiástica de Narbona, que, al estallar la Revolución francesa, incluía 11 sufragáneas: Elna, Carcasona, Béziers, Lodève, Agda, Montpellier (la antigua Maguelone), Nimes, Alet, Alès, Saint-Pons-de-Thomières y Uzès.
Tras el concordato con la bula Qui Christi Domini del papa Pío VII del 29 de noviembre de 1801, la arquidiócesis fue suprimida, junto con 6 de sus sufragáneas; la mayor parte de su territorio fue incorporado al de la diócesis de Carcasona, mientras que una porción más pequeña pasó a formar parte de la diócesis de Montpellier.
En junio de 1817 se estipuló un nuevo concordato entre la Santa Sede y el gobierno francés, al que siguió el 27 de julio la bula Commissa divinitus, con la que el papa restauró la sede metropolitana de Narbona. Sin embargo, dado que el concordato no entró en vigor al no ser ratificado por el Parlamento de París, esta erección no tuvo efecto. La arquidiócesis nunca fue restaurada. A partir de 1822, los arzobispos de Toulouse tuvieron el privilegio de añadir a su título el de arzobispos de Narbona.

### Carcasona
La diócesis de Carcasona fue erigida después del 533 por los visigodos, que de esta manera intentaron compensar la pérdida de Lodève y Uzès, que habían pasado a manos de los francos. Su territorio se obtuvo del de la arquidiócesis de Narbona, de la que Carcasona pasó a ser sufragánea. El primer obispo del que hay constancia histórica es Sergio que participó en los concilios de Toledo y Narbona en el año 589.
En el siglo IX se construyeron las iglesias de Notre-Dame de Canabès y Notre-Dame de Limoux, que aún hoy son destino de peregrinación. A finales del siglo XI la iglesia de los Santos Nazario y Celso fue reconstruida en Carcasona y el papa Urbano II, que fue a Carcasona para predicar la cruzada, bendijo el inicio de las obras. Las naves de la iglesia son de estilo románico, mientras que el crucero y el coro son góticos. Esta iglesia fue la catedral de la diócesis hasta principios del siglo XIX; el cabildo siguió durante mucho tiempo la regla de san Agustín, pero en 1439 fue secularizado.
La historia de la diócesis en el siglo XIII se cruza con la historia de los albigenses y la propia ciudad de Carcasona se encontró en el centro de la cruzada albigense. El monasterio de Prouille, en el que santo Domingo fundó en 1206 un instituto religioso para las mujeres albigenses convertidas, es hoy un destino de peregrinación, consagrado a la Virgen. San Pedro de Castelnau, inquisidor cisterciense martirizado por los albigenses en 1208; santa Camelia, condenada a muerte por los mismos herejes; y el jesuita san Juan Francisco Régis (1597-1640), nacido en Fontcouverte, en la antigua arquidiócesis de Narbona, son los santos especialmente venerados en la diócesis de Carcasona.
Tras el concordato con la bula Qui Christi Domini del papa Pío VII del 29 de noviembre de 1801, casi todo el territorio de la antigua arquidiócesis de Narbona, casi toda la diócesis de Saint-Papoul, una parte de las diócesis de Alet y de la de Mirepoix, también como la diócesis de Perpiñán se unieron al territorio de la diócesis de Carcasona, mientras que todos los demás lugares mencionados fueron suprimidos. Al mismo tiempo, la sede de Carcasona fue declarada sufragánea de la arquidiócesis de Toulouse.
El 6 de octubre de 1822, con la bula Paternae charitatis del papa Pío VII, la diócesis de Perpiñán fue restablecida, recuperando su territorio del de la diócesis de Carcasona.
El 8 de diciembre de 2002, con la reorganización de los distritos diocesanos franceses, la diócesis de Carcasona pasó a formar parte de la provincia eclesiástica de la arquidiócesis de Montpellier.
El 14 de junio de 2006 el título de Narbona fue transferido a los obispos de Carcasona y la diócesis adoptó su nombre actual.

## Estadísticas
Según el Anuario Pontificio 2022 la diócesis tenía a fines de 2021 un total de 230 000 fieles bautizados.
| Año                                                                             | Población            | Población | Población      | Sacerdotes | Sacerdotes    | Sacerdotes    | Bautizados por sacerdote | Diáconos permanentes | Religiosos | Religiosos | Parroquias |
| Año                                                                             | Bautizados católicos | Total     | % de católicos | Total      | Clero secular | Clero regular | Bautizados por sacerdote | Diáconos permanentes | Varones    | Mujeres    | Parroquias |
| ------------------------------------------------------------------------------- | -------------------- | --------- | -------------- | ---------- | ------------- | ------------- | ------------------------ | -------------------- | ---------- | ---------- | ---------- |
| 1950                                                                            | 250 000              | 268 889   | 93.0           | 327        | 304           | 23            | 764                      |                      | 43         | 723        | 419        |
| 1959                                                                            | 250 000              | 268 889   | 93.0           | 292        | 274           | 18            | 856                      |                      | 50         | 450        | 469        |
| 1969                                                                            | 209 000              | 278 323   | 75.1           | 257        | 235           | 22            | 813                      |                      | 22         | 610        | 111        |
| 1980                                                                            | 210 700              | 273 000   | 77.2           | 214        | 195           | 19            | 984                      | 2                    | 19         | 550        | 339        |
| 1990                                                                            | 212 000              | 282 000   | 75.2           | 176        | 158           | 18            | 1204                     | 4                    | 18         | 396        | 339        |
| 1999                                                                            | 241 000              | 306 000   | 78.8           | 138        | 120           | 18            | 1746                     | 9                    | 18         | 356        | 339        |
| 2000                                                                            | 243 800              | 309 600   | 78.7           | 113        | 112           | 1             | 2157                     | 8                    | 1          | 356        | 332        |
| 2002                                                                            | 180 000              | 309 952   | 58.1           | 139        | 112           | 27            | 1294                     | 9                    | 37         | 240        | 339        |
| 2003                                                                            | 180 000              | 309 952   | 58.1           | 126        | 99            | 27            | 1428                     | 10                   | 34         | 240        | 339        |
| 2004                                                                            | 180 000              | 309 952   | 58.1           | 126        | 99            | 27            | 1428                     | 12                   | 30         | 215        | 339        |
| 2006                                                                            | 181 000              | 311 800   | 58.1           | 117        | 96            | 21            | 1547                     | 11                   | 22         | 215        | 339        |
| 2016                                                                            | 267 000              | 374 868   | 71.2           | 100        | 60            | 40            | 2670                     | 10                   | 62         | 180        | 325        |
| 2019                                                                            | 237 000              | 368 011   | 64.4           | 94         | 54            | 40            | 2521                     | 10                   | 68         | 138        | 325        |
| 2021                                                                            | 230 000              | 378 365   | 60.8           | 98         | 53            | 45            | 2346                     | 9                    | 63         | 119        | 325        |
| Fuente: Catholic-Hierarchy, que a su vez toma los datos del Anuario Pontificio. |                      |           |                |            |               |               |                          |                      |            |            |            |

## Episcopologio

### Arzobispos de Narbona
- San Pablo I † (mitad del siglo II)
- San Esteban? † (segunda mitad del siglo II)
- Gavidio? † (mencionado en 359)
- Hilario † (antes de 417-después de 422)
- San Rústico † (9 de octubre de 427-26 de octubre de 461 falleció)
- Ermete † (mencionado en 462)
- Caprario † (mencionado en 506)
- Aquilino? † (circa mitad del siglo VI)[nota 2]
- Migezio † (antes de 589-después de 597)
- Sergio † (mencionado en 610)
- Selva † (antes de 633-después de 638)
- Argebando † (mencionado en 673 circa)
- Sunifredo † (antes de 683-después de 688)
- Ariberto † (mencionado en 768/769)[nota 3]
- Daniele † (ante de abril de 769-después de 788 o 791)
- Nebridio (Nefridio) † (antes de 799-después de 824)
- Bartolomeo † (antes de 828-840 depuesto)
- Berario † (circa 842-después de 844 o 845)
- Fredoldo † (antes de 852-ante de abril de 873 falleció)
- Sigebaldo † (antes de septiembre de 873-885 falleció)
- San Teodardo † (15 de agosto de 885-1 de mayo de 893 falleció)
- Arnusto † (antes de agosto de 896-junio de 912 falleció)
- Agio[nota 4] † (914-después de 924)
- Aimerico † (circa 927-antes de junio de 977 falleció)
- Ermengaud † (junio de 977-después de 1016)
- Guifred de Cerdagne † (6 de octubre de 1019 consagrado-1079 falleció)
  - Pierre Beranger † (1079-1086) (ilegítimo)[nota 5]
- Dalmace † (septiembre de 1081-17 de enero de 1097 falleció)
- Bertrand de Montredon † (enero de 1097-después de abril de 1106 falleció)
- Richard de Millau † (5 de noviembre de 1106-15 de febrero de 1121 falleció)
- Arnaud de Lévezou † (16 de abril o 17 de mayo[nota 6]1121-30 de septiembre de 1149 falleció)
- Pierre d'Anduze † (1049/1150-1155/1156 falleció)
- Bérenger † (20 de julio de 1156 consagrado-7 de abril de 1162 falleció)
- Pons d'Arce † (abril de 1162-1181 depuesto)
- Bernard Gaucelin † (1182-8 de abril de 1191 falleció)
- Berenguer de Barcelona † (22 de julio de 1191-11 de agosto de 1211 falleció)
- Arnaud Amaury, O.Cist. † (12 de marzo de 1212-29 de septiembre de 1225 falleció)
- Pierre Amiel † (antes de marzo de 1226-20 de mayo de 1245 falleció)
- Guillaume de Broue † (28 de mayo de 1245-25 de julio de 1257 falleció)
- Jacques † (antes de agosto de 1258-octubre de 1259 falleció)
- Guy Foulcois † (10 de octubre de 1259-17 de diciembre de 1261 nombrado cardenal obispo de Sabina, luego electo papa con el nombre de Clemente IV)
- Maurin † (24 de abril de 1263-24 de julio de 1272 falleció)
- Pierre de Montbrun † (octubre de 1272-3 de junio de 1286 falleció)
- Gilles Aycelin I de Montaigut † (25 de noviembre de 1290-5 de mayo de 1311 nombrado arzobispo de Ruan)
- Bernard de Farges † (5 de mayo de 1311-julio de 1341 falleció)
- Gausbert du Val † (1 de octubre de 1341-1 de enero de 1347 falleció)
- Pierre de la Montre, O.S.B.Clun. † (10 de enero de 1347-27 de agosto de 1375 nombrado arzobispo de Ruan)
- Jean Roger † (27 de agosto de 1375-septiembre de 1391 falleció)
- François de Conzié † (19 de septiembre de 1391-31 de diciembre de 1432 falleció)
  - Francesco Condulmer † (1433-5 de noviembre de 1436 renunció) (administrador apostólico)
- Jean d'Harcourt † (5 de noviembre de 1436-10 de diciembre de 1451 nombrado patriarca de Alejandría)
- Louis d'Harcourt † (10 de diciembre de 1451-18 de enero de 1460 nombrado patriarca de Jerusalén y obispo de Bayeux)
- Antoine du Bec-Crespin † (18 de enero de 1460-15 de octubre de 1472 falleció)
- Renaud de Bourbon † (16 de diciembre de 1472-7 de junio de 1482 falleció)
  - Georges I d'Amboise † (18 de junio de 1482-17 de diciembre de 1484 nombrado obispo de Montauban) (obispo electo)[nota 7]
- François Hallé † (19 de julio de 1482-23 de febrero de 1492 falleció)
- Georges I d'Amboise † (2 de diciembre? de 1492[nota 8]-21 de abril de 1494 nombrado arzobispo de Ruan)
- Pierre d'Abzac † (21 de abril de 1494-23 de mayo de 1502 falleció)
- François Guillaume de Castelnau-Clermont-Ludève † (22 de junio de 1502-4 de julio de 1507 nombrado arzobispo de Auch)
- Guillaume Briçonnet † (15 de julio de 1507-14 de diciembre de 1514 falleció)
- Giulio de' Medici † (14 de febrero de 1515-19 de noviembre de 1523 electo papa con el nombre de Clemente VII)
  - Giovanni di Lorena † (11 de enero de 1524-9 de mayo de 1550 falleció) (administrador apostólico)
  - Ippolito II d'Este † (27 de junio de 1550-22 de abril de 1551 renunció) (administrador apostólico)
  - François de Tournon † (22 de abril de 1551-11 de mayo de 1551 renunció) (administrador apostólico)
  - Francesco Pisani † (11 de mayo de 1551-8 de octubre de 1563 renunció) (administrador apostólico)
  - Ippolito II d'Este † (8 de octubre de 1563-2 de diciembre de 1572 falleció) (administrador apostólico)
- Simon Vigor † (10 de diciembre de 1572-1 de noviembre de 1575 falleció)
  - Sede vacante (1575-1581)
- François de Joyeuse † (20 de octubre de 1581-4 de noviembre de 1588 nombrado arzobispo de Toulouse)
- Raymond Cavalésy, O.P. † (3 de octubre de 1588-22 de agosto de 1594 falleció)
  - Sede vacante (1594-1600)
- Louis de Vervins, O.P. † (17 de julio de 1600-8 de febrero de 1628 falleció)
- Claude de Rebé † (8 de febrero de 1628 por sucesión-17 de marzo de 1659 falleció)
- François Fouquet † (17 de marzo de 1659 por sucesión-19 de octubre de 1673 falleció)
- Piero Bonsi † (12 de marzo de 1674-11 de julio de 1703 falleció)
- Charles Le Goux de La Berchère † (12 de noviembre de 1703-2 de junio de 1719 falleció)
- René-François de Beauvau du Rivau † (28 de mayo de 1721-4 de agosto de 1739 falleció)
- Jean-Louis de Berton de Crillon † (14 de diciembre de 1739-5 de marzo de 1751 falleció)
- Charles-Antoine de la Roche-Aymon † (18 de diciembre de 1752-24 de enero de 1763 nombrado arzobispo de Reims)
- Arthur Richard Dillon † (21 de marzo de 1763-5 de julio de 1806 falleció)[nota 9]
  - Sede suprimida

### Obispos de Carcasona
- San Hilario? † (segunda mitad del siglo VI)
- Sergio † (mencionado en 589)
- Solemnio † (mencionado en 633)
- Silvestro † (mencionado en 653)
- Beato Stefano † (mencionado en 683)
- Iscipio o Ispicio † (antes de 788 o 791-después de 798)
- Rogerio † (consagrado en 800 circa)[nota 10]
- Seniore † (mencionado en 813)[nota 11]
- Euro † (mencionado en 860)
- Arnolfo † (después de 875 circa)[nota 12]
- Villerano o Gislerano † (antes de 883-después de 897)
- San Guimerra † (antes de 906-13 febrero circa 932 falleció)
- Abbone † (mencionado en 933)
- Gisando † (antes de 936-después de 951)
- Francone † (antes de 965-después de 977)
- Aimerico † (antes de 984-después de 986)
- Adalberto † (antes de 1004-después de 1020)
- Foulques † (mencionado en 1028)
- Guifred † (antes de 1032-27 de septiembre de 1053 falleció[5])
- Pierre I? † (mencionado en 1054)[nota 13]
- Arnauld † (mencionado en 1056)
- Bernard † (antes de 1072-después de 1076)
- Pierre Artaud † (antes de diciembre de 1077-después de julio de 1083)
- Pierre II † (antes de mayo de 1085-1 de septiembre de 1101 falleció)
- Guillaume Bernard † (antes de 1106-10 de abril de 1008 falleció)[nota 14]
- Raimond I † (antes de noviembre de 1108-después de 1110)
- Arnaud de Girone † (antes de 1113-después de mayo de 1130)
- Raimond de Sorèze † (antes de junio de 1131-1 de junio de 1141 falleció)
- Pons de Tresmals † (1142-16 de febrero de 1159 falleció)
- Pons de Brugals † (antes de septiembre de 1159-después de 1166)
- Othon † (circa 1170-después de 1200)
- Bérenger † (circa 1201-1209 renunció?)
- Bernard-Raimond de Roquefort † (19 de febrero de 1209-1211 renunció)
- Guy de Vaux-de-Cernay, O.Cist. † (1211-21 de marzo de 1223 falleció)
- Clarín † (antes de 1226-26 de abril de 1248 falleció)
- Guillaume Arnaud † (antes de agosto de 1248-4 de septiembre de 1255 falleció)
- Guillaume Raoul † (antes del 24 de octubre de 1255-1 de octubre de 1264 falleció)
- Bernard de Capendu † (antes de septiembre de 1265-18 de enero de 1278 falleció)
- Gauthier Jean † (26 de enero de 1278-1280? falleció)
  - Sede vacante (1280-1291)
- Pierre de la Chapelle Taillefer † (15 de mayo de 1291-25 de octubre de 1298 nombrado arzobispo de Toulouse)
- Jean de Chevry † (20 de octubre de 1298-13 de junio de 1300 falleció)
- Pierre de Roquefort † (17 de septiembre de 1300-31 de marzo de 1322 falleció)
- Guillaume de Flavacourt † (16 de junio de 1322-26 de agosto de 1323 nombrado arzobispo de Auch)
- Pierre Rodier † (26 de agosto de 1323-enero de 1330 falleció)
- Pierre de Jean † (3 de enero de 1330-después de 1336 falleció)
- Gancelin de Jean † (22 de mayo de 1338-1346? falleció)
- Gilbert de Jean † (23 de marzo de 1347-1354 falleció)
- Arnaud Aubert † (14 de noviembre de 1354-18 de enero de 1357 nombrado arzobispo de Auch)
- Geoffroi de Vayrols † (18 de enero de 1357-10 de marzo de 1361 nombrado arzobispo de Toulouse)
- Étienne Aubert † (10 de marzo de 1361-17 de septiembre de 1361 renunció)
- Jean Fabri † (10 de enero de 1362-1370 falleció)
- Hugues de La Jugie † (27 de junio de 1371-13 de julio de 1371 falleció)
- Pierre de Saint-Martial † (12 de diciembre de 1371-19 de septiembre de 1391 nombrado arzobispo de Toulouse)
  - Simon de Cramaud † (19 de septiembre de 1391-2 de julio de 1409 nombrado arzobispo de Reims) (administrador apostólico)
- Pierre Aimeri † (2 de julio de 1409-circa 1412 falleció)[nota 15]
- Géraud du Puy † (19 de abril de 1413-4 de septiembre de 1420 falleció)
- Geoffroi de Pompadour † (17 de octubre de 1420-1445 renunció)
- Jean d'Étampes † (29 de octubre de 1445-25 de enero de 1456 falleció)
  - Geoffroi de Basilhac † (3 de febrero de 1456-1456 renunció) (obispo electo)
- Jean du Chastel † (7 de julio de 1456-15 de septiembre de 1475 falleció)
- Guichard d'Aubusson † (15 de julio de 1476-24 de noviembre de 1497 falleció)
  - Juan López † (24 de diciembre de 1497-5 de agosto de 1501 falleció) (administrador apostólico)
  - Jacques Hurauld † (3 de diciembre de 1501-? renunció) (obispo electo)
- Pierre d'Auxillon † (19 de enero de 1504-24 de septiembre de 1512 falleció)
- Martín de Saint-André † (7 de octubre de 1513-2 de marzo de 1546 falleció)
  - Carlo di Borbone-Vendôme † (9 de marzo de 1550-15 de diciembre de 1553 renunció) (administrador apostólico)
- François de Faucon † (15 de diciembre de 1553-22 de septiembre de 1565 falleció)
  - Carlo di Borbone-Vendôme † (4 de octubre de 1565-1567 renunció) (administrador apostólico, por segunda vez)
  - Vitellozzo Vitelli † (1567-19 de noviembre de 1568 falleció) (administrador apostólico)
- Annibale Rucellai † (1 de abril de 1569-28 de enero de 1601 falleció)
- Christophe de L'Estang † (26 de mayo de 1603-11 de agosto de 1621 falleció)
- Vitalis de L'Estang † (11 de agosto de 1621 por sucesión-28 de septiembre de 1652 falleció)
  - François de Servien † (27 de mayo de 1653-23 de mayo de 1655 renunció) (obispo electo)[nota 16]
- Louis de Nogaret de La Valette † (26 de junio de 1656-8 de septiembre de 1679 falleció)
- Louis d'Anglure de Bourlemont † (15 de julio de 1680-28 de abril de 1681 nombrado arzobispo de Burdeos)
- Louis-Joseph Adhémar de Monteil de Grignan † (22 de septiembre de 1681-1 de marzo de 1722 falleció)
- Louis Joseph de Châteauneuf de Rochebonne † (1 de marzo de 1722 por sucesión-31 de diciembre de 1729 falleció)
- Armand Bazin de Bezons † (18 de diciembre de 1730-11 de mayo de 1778 falleció)
- Jean-Auguste de Chastenet de Puységur † (20 de julio de 1778-15 de septiembre de 1788 nombrado arzobispo de Bourges)
- François-Marie-Fortuné de Vintimille † (10 de marzo de 1788 nombrado-6 de agosto de 1822 falleció)[nota 17]
- Arnaud-Ferdinand de La Porte † (3 de septiembre de 1802-19 de septiembre de 1824 falleció)
- Joseph-Julien de Saint-Rome-Gualy † (21 de marzo de 1825-6 de octubre de 1847 falleció)
- Henri-Marie-Gaston Boisnormand de Bonnechose † (17 de enero de 1848-23 de marzo de 1855 nombrado obispo de Évreux)
- François-Alexandre Roullet de la Bouillerie † (23 de marzo de 1855-21 de marzo de 1873 nombrado coadjutor de Burdeos[nota 18])
- François-Albert Leuillieux † (21 de marzo de 1873-13 de mayo de 1881 nombrado arzobispo de Chambéry)
- Paul-Félix-Arséne Billard † (13 de mayo de 1881-3 de diciembre de 1901 falleció)
- Paul-Félix Beuvain de Beauséjour † (9 de junio de 1902-5 de abril de 1930 falleció)
- Emmanuel Coste † (5 de abril de 1930 por sucesión-28 de julio de 1931 nombrado arzobispo de Aix)
- Jean-Joseph Pays † (16 de agosto de 1932-18 de junio de 1951 falleció)
- Pierre-Marie-Joseph Puech † (18 de marzo de 1952-25 de agosto de 1982 retirado)
- Jacques Joseph Marie Despierre, Ist. del Prado (25 de agosto de 1982-28 de junio de 2004 retirado)
- Alain Émile Baptiste Planet (28 de junio de 2004-31 de marzo de 2023 renunció)
- Bruno Valentin, por sucesión el 31 de marzo de 2023

### Para la sede de Narbona
- (en latín) Denis de Sainte-Marthe, Gallia christiana, vol. VI, París, 1739, col. 1-222
- (en francés) Histoire générale de Languedoc, de Claude Devic y Joseph Vaissète, Tomo IV, Toulouse, Ed. Privat, 1872, primera parte, pp. 242-260
- (en francés) Louis Duchesne, Fastes épiscopaux de l'ancienne Gaule, vol. I, París, 1907, pp. 300-306
- (en latín) Pius Bonifacius Gams, Series episcoporum Ecclesiae Catholicae, Leipzig, 1931, pp. 582-584
- (en latín) Konrad Eubel, Hierarchia Catholica Medii Aevi, vol. 1, p. 356; vol. 2, p. 199; vol. 3, p. 253; vol. 4, p. 252; vol. 5, p. 280; vol. 6, p. 301